# Klaus Ortner
Klaus Ortner (* 1960) ist ein österreichischer Schauspieler, Sprecher, Autor und Regisseur.

## Leben
Klaus Ortner studierte am Wiener Max Reinhardt Seminar und erhielt viele Engagements am Salzburger Landestheater und den Städtischen Bühnen Münster. Am Münchner Volkstheater wurden einige Uraufführungen diverser Theaterstücke unter unterschiedlichen Pseudonymen veröffentlicht. Über die Jahre war Klaus Ortner an vielen Film- und Fernsehproduktionen beteiligt und als Sprecher sowie Rezitator tätig. Seit 2009 arbeitet er zu seiner schriftstellerischen Tätigkeit auch als Regisseur sowie Koordinator. Es sind Projekte, die Schauspiel und Musik verbinden.

## Autor
- Der Stein der Weisen, S. Fischer Taschenbuch Verlag 1988[1] unter dem Pseudonym Franz Helm[2]
- Pauli im Computerland, Co-Autor mit Björn Bakkelund unter dem Pseudonym Fritz Halm, Fischer 1988[3]
- Heiraten, S. Fischer Taschenbuch Verlag 1995[4] unter dem Pseudonym Franz Helm
- Richtig fressen. Rezepte zum Sattwerden, Autoren: Jürgen Tarrach und Klaus Ortner, Verlag Kiepenheuer und Witsch Köln 2003[5]

## Sprecher
- TV und Radio Spots für Neuroth Hörgeräte, Telekom Austria, ADEG etc.

## Regie/Koordination
- 8 Songs for a Mad King von Peter Maxwell Davis (Regie) mit Isabel Karajan, Aufführungen: Rolandseck Festival 2013, Kfar Blum Festival 2014, Dresdner Kunstfest 2015
- Candide von Leonard Bernstein: Eine komische Operette in zwei Akten (Realisierung) mit Sir Jeffrey Tate, Hamburger Symphoniker, Isabel Karajan, Aufführung: Laeiszhalle Hamburg 2016
- Die Geschichte vom Soldaten von Igor Strawinsky (Szenische Einrichtung) mit Isabel Karajan, Aufführungen: Osterfestspiele Salzburg 2011, Appenzell 2015, Hamburg Laeiszhalle 2015, Bamberg 2016, Bayreuth 2016
- Fräulein Tod trifft Herrn Schostakowitsch: Eine szenische Collage (Szenische Einrichtung) mit Isabel Karajan, Aufführungen: Schostakowitsch Tage Gohrisch 2014, Osterfestspiele Salzburg 2015, Soli Deo Gloria Festival Goslar 2016, Suntory Hall Japan 2016[6]
- Kreutzersonaten: Musikalisch-literarische Collage über die Kreutzersonaten (Koordination), Aufführung: Rolandseck Festival 2013[7]
- mutter.TRAKL (Regie) mit Susanne Czepl, Uraufführung 2014
- Peter und der Wolf (Regie) mit Isabel Karajan, Christian Spitzenstätter, Mozarteum Orchester Salzburg, Aufführung: Salzburg 2016
- Die Maske des roten Todes, mit Isabel Karajan, Andermatt Swiss Chamber Ensemble, Aufführung: Andermatt Swiss Alps Classics 2017

## Filmografie (Auswahl)

### Kino
- 1998: Suzie Washington; Regie: Florian Flicker
- 2000: Der Überfall; Regie: Florian Flicker
- 2003: Wolfzeit; Regie: Michael Haneke
- 2003: Twinni; Regie: Ulrike Schwaiger
- 2003: Struggle; Regie: Ruth Mader
- 2004: Silentium; Regie: Wolfgang Murnberger
- 2004: Hurensohn; Regie: Michael Sturminger

### Fernsehen
- 1995: Kommissar Rex; Regie: Hajo Gies, Serie Sat 1/ORF
- 1998–1999: Die Neue; Regie: Jörg Grünler, Serie Sat 1/ORF
- 2000: Trautmann; Regie: Harald Sicheritz, Thomas Roth, Krimireihe ORF
- 2000–2003: Julia – Eine ungewöhnliche Frau; Regie: Holger Barthel, Serie ARD/ORF
- 2001–2002: Dolce Vita & Co; Regie: Erhard Riedlsperger, Serie ORF
- 2002: SOKO Kitzbühel; Regie: Mike Zens, Serie ZDF/ORF
- 2002: In Liebe vereint; Regie: Holger Barthel, Fernsehspiel ARD/ORF
- 2002: Taxi für eine Leiche; Regie: Wolfgang Murnberger, FS-Krimi ORF
- 2003: Jetzt erst recht; Regie: Michael Kreihsl, FS-Film ZDF
- 2003: Mein Vater, meine Frau und Du; Regie: Michael Kreihsl, Fernsehspiel ORF
- 2004: Augenleuchten; Regie: Wolfram Paulus, FS/Kino-Film ORF
- 2004: Blatt und Blüte; Regie: Michael Kreindl, FS-Film ZDF/ORF
- 2004: Paradies in den Bergen; Regie: Hartmut Griesmayer, FS-Familienfilm ZDF/ORF
- 2005: Lauras Wunschzettel; Regie: Gabi Kubach, FS-Familienfilm ARD/ORF
- 2005: Familie Sonnenfeld; Regie: Erhard Riedlsperger, FS-Familienfilm ARD
- 2005: Vier Frauen und ein Todesfall; Regie: Wolfgang Murnberger, Serie ORF
- 2006 Der Winzerkönig; Regie: Holger Barthel und Claudia Jüppner, Serie ARD/ORF
- 2006: Heute heiratet mein Mann; Regie: Michael Kreihsl, RegFS-Remake ARD/ORF
- 2007: Ein Paradies für Pferde; Regie: Jens Weissflog, Familienfilm ARD/ORF
- 2007: Molly & Mops; Regie: Titus Selge, Familienfilm ORF
- 2007–2009: Die Rosenheim-Cops; Regie: Jörg Schneider, Krimiserie ZDF
- 2007–2012: SOKO Donau; Regie: Erhard Riedlsperger, Serie ORF
- 2009: Karawankenkrimi; Regie: Sascha Bigler, Krimi
- 2010: Der Täter; Regie: Michael Kreihsl
- 2010: Küsse, Schüsse, Rindsrouladen (Tante Hertas Rindsrouladen); Regie: Peter Gersina, TV-Film
- 2012: Vier Frauen und ein Todesfall; Regie: Andreas Kopriva, Serie
- 2014: Die Fremde und das Dorf; Regie: Peter Keglevic, Krimi
- seit 2016: Die Toten von Salzburg (Fernsehreihe) 
  - 2016: Die Toten von Salzburg (Drehbuch gemeinsam mit Erhard Riedlsperger)[8]
  - 2018: Zeugenmord (Drehbuch)
  - 2018: Königsmord (Drehbuch)
  - 2019: Mordwasser (Drehbuch)
  - 2021: Treibgut (Drehbuch)
  - 2021: Vergeltung (Drehbuch)

## Auszeichnungen
- Romyverleihung 2017 – Auszeichnungen in den Kategorien Bester TV-Film und Beste Regie TV-Film für Die Toten von Salzburg, Buch: Erhard Riedlsperger und Klaus Ortner